# مارسلو روبلدو
مارسلو روبلدو (انگلیسی: Marcelo Robledo؛ زادهٔ ۱۲ مارس ۱۹۷۸) بازیکن فوتبال اهل آرژانتین است.